# منتخب فنلندا لهوكي الجليد للناشئين
منتخب فنلندا لهوكي الجليد للناشئين (بالفنلندية: Suomen alle 20-vuotiaiden jääkiekkomaajoukkue)‏ هو ممثل فنلندا الرسمي في المنافسات الدولية في هوكي الجليد للناشئين
.